# 赤壁市
赤壁市（せきへき-し）は中華人民共和国湖北省咸寧市に位置する県級市。後漢末の208年（建安13年）に曹操軍と孫権軍の間に発生した赤壁の戦いの古戦場推定地である。

## 地理
湖北省の東南部、長江の東南岸に位置する。面積は1,723平方km。幕阜山から続く丘陵地帯と、長江沿いの洪積平野である江漢平原との間にあり、地勢は南から北へ傾斜している。山地や丘陵、湖面が市内の大半をなす。

## 歴史
赤壁の古称は蒲圻である。三国時代の223年（黄武2年）、呉により蒲圻（ほき）県が設置された。県名は孫権の詠んだ漢詩の一句「蒲草千里、圻上故塁、蒓蒲五月、川谷対鳴」に由来する。
1986年5月、県級市の蒲圻市に改編、更に1998年6月に市内を流れる長江南岸に位置する赤壁山（赤壁の戦いの古戦場推定地）にちなみ、赤壁市と改称した。

## 行政区画
- 街道：蒲圻街道、赤馬港街道、陸水湖街道
- 鎮：新店鎮、趙李橋鎮、茶庵嶺鎮、車埠鎮、赤壁鎮、柳山湖鎮、神山鎮、中伙鋪鎮、官塘駅鎮、黄蓋湖鎮
- 郷：余家橋郷

## 交通
鉄道
- 赤壁駅（中国語版）（赤壁站）- 北京と広州を結ぶ在来線の京広鉄路の駅。2002年に開設された。
- 赤壁北駅（中国語版）（赤壁北站）- 北京と広州を結ぶ京広高速鉄路（中国語版）の駅。2009年に開設された。

## 観光
- 赤壁古戦場（赤壁古战场）- 後漢末期の208年に曹操軍と孫権・劉備連合軍の間で争われた赤壁の戦いの舞台とされる場所。長江に面した岩壁に「赤壁」の石刻（赤壁摩崖石刻）がある。また、現地付近には赤壁の戦いに因んだテーマパーク（風景区）があり、武財神廟（武财神庙）、翼江亭、拝風台（拜风台）、周瑜石像、鳳雛庵（凤雏庵）、赤壁の戦い博物館（赤壁大战陈列馆）のような見どころがある[1]。市街地中心部の北約40kmの位置にあり、赤壁北駅から直通バス（直通车）が運行されている[2]。
- 赤壁龍佑溫泉（赤壁龙佑温泉）